# Estación de San Cipriano
San Cipriano es una estación de la línea 9 del Metro de Madrid situada bajo la calle del mismo nombre, en el distrito de Vicálvaro. La estación se abrió al público el 1 de diciembre de 1998.

## Accesos
Vestíbulo San Cipriano

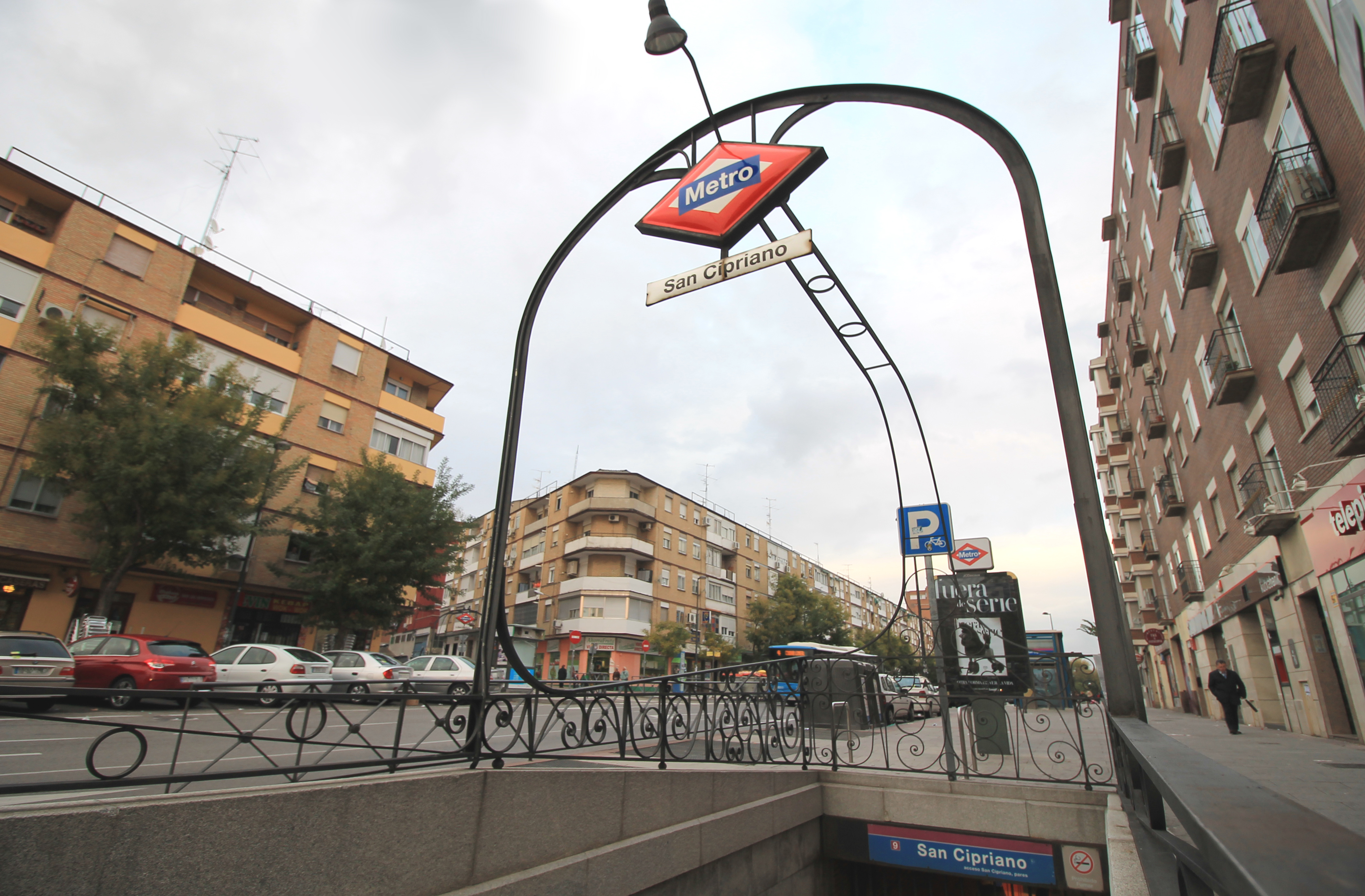
Acceso en C/ San Cipriano, 44.

- San Cipriano, pares C/ San Cipriano, 44
- San Cipriano, impares C/ San Cipriano, 55
- Ascensor C/ San Cipriano, 50

## Líneas y conexiones

### Metro
| << cabecera   | < estación | línea | estación >        | cabecera >>                                         |
| ------------- | ---------- | ----- | ----------------- | --------------------------------------------------- |
| Paco de Lucía | Vicálvaro  |       | Puerta de Arganda | Arganda del Rey Cambio de tren en Puerta de Arganda |

### Autobuses
| Diurnos   |                   |                                      |
| Línea     | Destino           | Parada                               |
| 4         | Ciudad Lineal     | 1069 SAN CIPRIANO (N.º 31)           |
| 106       | Manuel Becerra    | 1069 SAN CIPRIANO (N.º 31)           |
| E3        | Felipe II         | 1069 SAN CIPRIANO (N.º 31)           |
| E5        | Manuel Becerra    | 1069 SAN CIPRIANO (N.º 31)           |
| 4         | Puerta de Arganda | 4552 SAN CIPRIANO (frente al N.º 31) |
| 106       | Vicálvaro         | 4552 SAN CIPRIANO (frente al N.º 31) |
| E3        | Valderrivas       | 4552 SAN CIPRIANO (frente al N.º 31) |
| E5        | El Cañaveral      | 4552 SAN CIPRIANO (frente al N.º 31) |
| Nocturnos |                   |                                      |
| Línea     | Destino           | Parada                               |
| N7        | Plaza de Cibeles  | 1069 SAN CIPRIANO (N.º 31)           |
| N7        | Valderrivas       | 4552 SAN CIPRIANO (frente al N.º 31) |

| Diurnos   |                                                                |                                               |                           |
| Línea     | Destino                                                        | Parada                                        | Operador                  |
| 287       | Madrid (Alsacia)                                               | 1069 SAN CIPRIANO-JARDIN DE LA DUQUESA (nº51) | Avanza Movilidad Integral |
| 287       | Coslada (Barrio de la Estación)                                | 4552 SAN CIPRIANO-JARDÍN DE LA DUQUESA (nº44) | Avanza Movilidad Integral |
| Nocturnos |                                                                |                                               |                           |
| Línea     | Destino                                                        | Parada                                        | Operador                  |
| N203      | Madrid (Ciudad Lineal)                                         | 1069 SAN CIPRIANO-JARDIN DE LA DUQUESA (nº51) | Avanza Movilidad Integral |
| N203      | Coslada-San Fernando de Henares-Velilla de San Antonio/Loeches | 4552 SAN CIPRIANO-JARDÍN DE LA DUQUESA (nº44) | Avanza Movilidad Integral |